# 防共挺身隊
防共挺身隊（ぼうきょうていしんたい）は、1955年（昭和30年）に、防共新聞社を主宰する福田狂二（素顕）の長男・福田進が左翼革命勢力の一掃を目的に結成した右翼団体。2009年（平成21年）、三代目総隊長・對馬則政の逝去に伴い解散した。

## 概観
防共新聞社（皇道日報社）幹部であった福田進を中心に、大日本愛国党本部員であった吉村法俊、中堂利夫（いずれも後に同党より独立し全アジア反共青年連盟を結成）らによって、同社の行動隊として設立された（後に独立）。なお当初は「大日本愛国党城南地区本部」とも名乗っていた。
戦後の日本右翼の運動スタイルは同隊によって確立されたと言っても過言ではなく、多くの団体に範とされた事や同隊を母胎として派生した団体も多い事等から、「行動右翼の祖」とも称される。
かつては青年思想研究会（青思会）、大日本愛国団体連合・時局対策協議会（時対協）に加盟していた。